# Ceremonia de clausura de los Juegos Olímpicos de París 2024
La ceremonia de clausura de los Juegos Olímpicos de París 2024 se llevó a cabo el domingo 11 de agosto de 2024 en el Estadio de Francia, París. La ceremonia, nombrada Records, contó con la participación de más de cien artistas, entre ellos acróbatas, bailarines y artistas de circo. En octubre de 2023, se contrató a Ben Winston y Fulwell 73 Productions para producir la presentación de 15 minutos de Los Ángeles 2028. Variety informó que el segmento, titulado LA28 Handover Celebration, contará con actuaciones de los nativos del condado de Los Ángeles Red Hot Chili Peppers, Snoop Dogg, H.E.R. y Billie Eilish e incluirá una aparición del actor Tom Cruise.
Como parte del protocolo, la ceremonia presentará un espectáculo cultural y elementos protocolares, como los discursos de clausura (realizados por Thomas Bach, presidente del Comité Olímpico Internacional, y Tony Estanguet, presidente del Comité Organizador), la entrega de la bandera olímpica de la alcaldesa de París, Anne Hidalgo, a la alcaldesa de Los Ángeles, Karen Bass, y el apagado de la llama olímpica.

## Ceremonia
La ceremonia de clausura tuvo lugar en el Stade de France y, como es tradición, incluyó un desfile de banderas y atletas y la ceremonia de entrega de la medalla. Se tituló oficialmente "Récords" y rindió homenaje a la antigüedad griega como cuna del "espíritu olímpico". En la ceremonia participaron más de 100 artistas, acróbatas, bailarines y artistas de circo; participaron unos 9.000 atletas.
La ceremonia incluyó expresiones de agradecimiento a los voluntarios de los juegos y la participación del público en el karaoke y un espectáculo de luces sincronizadas. Durante la actuación de la banda francesa Phoenix, numerosos atletas subieron al escenario y bailaron junto a los artistas.
La alcaldesa de Los Ángeles, Karen Bass, estuvo acompañada por la gimnasta estadounidense Simone Biles para la entrega de la bandera olímpica de manos de la alcaldesa de París, Anne Hidalgo. H.E.R. interpretó el Himno nacional de los Estados Unidos, y el actor Tom Cruise hizo rápel desde el techo del Stade de France y salió del estadio en una motocicleta con la bandera olímpica. Un segmento pregrabado mostró a Cruise entregando la bandera a atletas en el letrero de Hollywood en Los Angeles. Las actuaciones de musica en la playa de Long Beach, California (filmadas un día antes)[cita requerida] incluyeron a los Red Hot Chili Peppers, Snoop Dogg y Dr. Dre y Billie Eilish.

## Personalidades
- Francia:
  - Emmanuel Macron, presidente de la República
  - Anne Hidalgo, alcaldesa de París
  - Tony Estanguet, presidente del Comité Organizador de los juegos
- España: Sofía de Grecia, reina emérita
- Estados Unidos: Karen Bass, alcaldesa de Los Ángeles
- Mónaco: Alberto II, príncipe soberano
- Suecia: Carlos XVI Gustavo y Silvia, reyes de Suecia
- Thomas Bach, presidente del Comité Olímpico Internacional

## Himnos
- Himno Nacional de Francia
- Himno Nacional de Grecia
- Himno Olímpico
- Himno Nacional de los Estados Unidos - H.E.R.[12]